# Bob Lanese

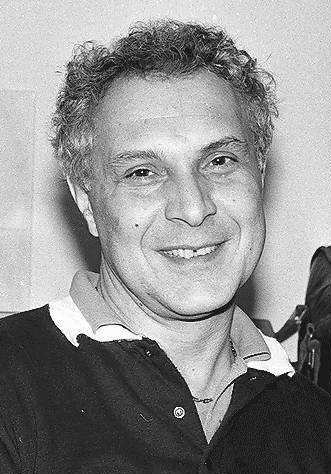
Bob Lanese (1989)

Robert Martin „Bob“ Lanese (* 2. August 1941 in Cleveland, Ohio; † 9. April 2024 in Hamburg) war ein amerikanischer Trompeter, der sowohl im Jazz als auch in der Unterhaltungsmusik hervorgetreten ist. Den überwiegenden Teil seiner Karriere verbrachte er in Deutschland.

## Leben und Wirken
Robert „Bob“ Lanese, Sohn eines Musiklehrers, lernte ab dem achten Lebensjahr Trompete. Bis zum Bachelor (1962) studierte er an der Ohio State University, um dann kurzzeitig als Trompeter in der Band eines Nachtclubs seiner Heimatstadt zu arbeiten. Während seines Militärdienstes spielte er in der Bigband des North American Aerospace Defense Command, um dann an der North Texas State University weiter zu studieren; mit dem One O’Clock Orchestra der Hochschule trat er 1970 beim Montreux Jazz Festival auf. 1971 kehrte er im Glenn Miller Orchestra unter Leitung von Buddy DeFranco nach Europa zurück. Ab August 1971 wurde er Mitglied der NDR-Bigband in Hamburg. Daneben spielte er bei James Last, um 1972 zu diesem zu wechseln. Bis 2002 wirkte er als Leadtrompeter in dessen Band, spielte aber auch auf Alben von Slide Hampton/Dusko Goykovich, Kai Warner, Jo Ment, Max Greger, Bert Kaempfert, Peter Herbolzheimer, Phil Wilson sowie bei Robbie Williams, Marius Müller-Westernhagen und Lucifer’s Friend. Unter eigenem Namen legte er eine Einspielung für das Europa-Label vor. Weiterhin übernahm er musikpädagogische Aufgaben und leitete seine Downtown Big Band Hamburg, die Werder Bremen Big Band (seit 1986) und das Landesjugendjazzorchester Thüringen (von 1995 bis 2007). Er gab regelmäßig Workshops und unterrichtete weiterhin Trompete und Flügelhorn in Hamburg.

## Diskographische Hinweise
- Klaus Weiss Orchestra Live at the Domicile (ATM, 1971)
- That Lovin’ Feelin’ (Europa, 1979)
- Clark Terry & Downtown Bigband featuring Romy Camerun Live in Hamburg (Wonga, 1994)
- Joe Pass & NDR Bigband: Joe Pass in Hamburg (ACT, 1997)

## Lexikalische Einträge
- Jürgen Wölfer: Jazz in Deutschland. Das Lexikon. Alle Musiker und Plattenfirmen von 1920 bis heute. Hannibal, Höfen 2008, ISBN 978-3-85445-274-4.